# Mikael an Nobletz
Mikael an Nobletz (Plouguerneau, Bretanya, 29 de setembre de 1577- Konk Leon, 5 de maig de 1652) fou un capellà, escriptor i gramàtic bretó, predicador i evangelitzador a la Bretanya occidental. Ha estat proclamat venerable per l'Església Catòlica Romana.

## Biografia
Mikael an Nobletz, en francès Michel Le Nobletz, va néixer en 1577 a la casa pairal de Kerodern, al país de Bro Leon, fill de petits nobles bretons que van tenir deu fills més; el seu pare era notari reial. Va estudiar a la universitat de Bordeus en 1596, i continuà estudiant teologia, llengües clàssiques i matemàtiques al col·legi dels jesuites d'Agen. Arran d'un pelegrinatge a Tolosa, va decidir fer vida religiosa, per la qual cosa aprofundí en la teologia al col·legi jesuïta de la Madelaine de Bordeus. Continuà estudiant a la Sorbona (París) i hi rebé l'ordre sacerdotal, tenint com a director espiritual el pare Coton, confessor d'Enric IV de França.
Tornà al seu poble en 1606; volia viure l'evangeli que predicava i va optar per renunciar a la vida còmoda dels preveres del moment, que vivien de les rendes eclesiàstiques sense gaire esforç, i visqué en austeritat i pobresa, vivint en una ermita retirada a la platja de Tremenac'h, a Plougerne, i treballant activament en l'evangelització popular. Actiu a l'oest de la Bretanya, començà a predicar a la regió en 1608 a l'illa d'Ouessant. Amb el dominic pare Quintin, de Morlaix, va recórrer el Bro Dreger i el Bro Leon entre 1608 i 1611.

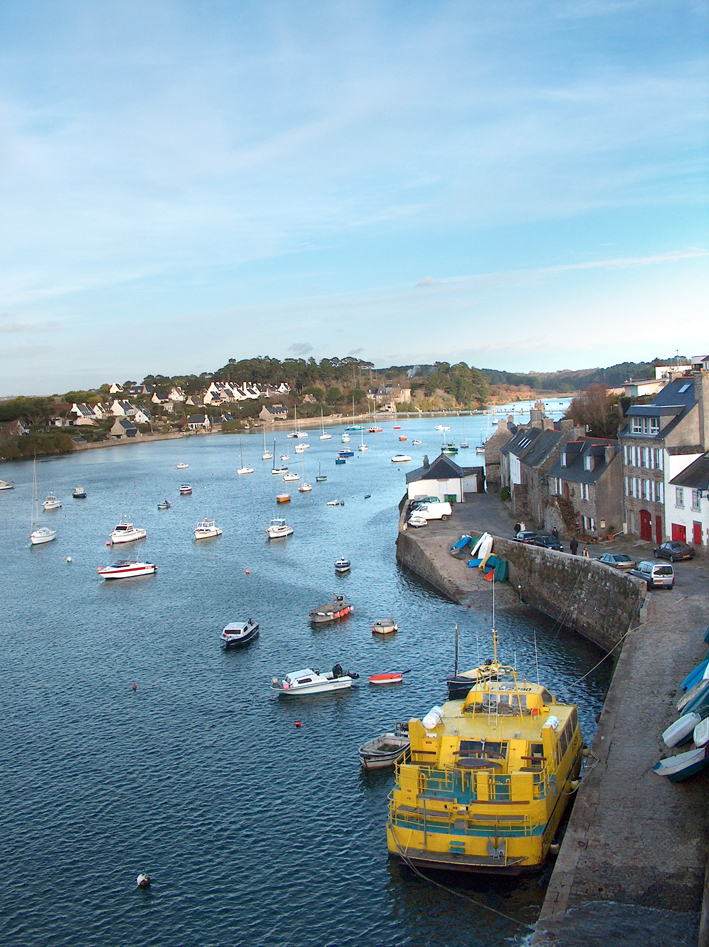
Le Conquet, lloc de mort i enterrament del missioner bretó.
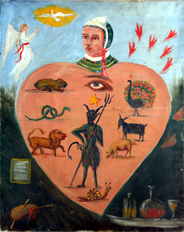
Taolennoù original del temps de Nobletz, a l'església de Combrit Sainte-Marine, amb els set pecats capitals

En tornar a Konk Leon, la seva germana Marguerite comença a col·laborar amb ell. Marguerite havia estudiat a l'escola de cartografia de Conquet, i posà els seus coneixements al servei de la predicació de Miquel. Aquest va crear nous mètodes pedagògics per a la predicació, destacant, a partir de 1614, l'ús de quadres i fulls (habitualment de pergamí) pintats amb al·legories, anomenats taolennoù o quadres de missió, que feia servir per il·lustrar els conceptes que explicava, i Margarida els dibuixava, com també ho feia Alain Lestobec, registrador al poble. També va fer servir cançons populars que, amb una nova lletra basada en els ensenyaments de catequesi, feien més fàcil la memorització dels coneixements.
Nobletz rebé l'ajut de la seva germana i d'altres dones pietoses, la qual cosa va ésser molt criticada. Igualment, va tenir la col·laboració d'homes laics de totes les classes socials. Tot i que al començament l'havia qüestionat pels seus mètodes, el bisbe de Kemper l'autoritzà a continuar la predicació a Cornualla (Bretanya), Quimper, Le Faou, Concarneau i les contrades de pagès, on encara eren habituals pràctiques supersticioses d'arrel pagana, i on va tenir prou èxit.
Entre 1617 a 1639 va ésser a Douarnenez, predicant i perfeccionant les seves innovacions pedagògiques. Va atacar els vicis dels falsos devots i els preveres de vida poc exemplar, que el denunciaren acusant-lo de fanàtic i exaltat, i era conegut com a "ar beleg foll" ("el prevere boig"). Les acusacions van tenir èxit i els fidels van deixar d'anar a l'església quan ell hi predicava, ja que el seu excés de rigor el feia enutjós. Va ésser expulsat de Douarnenez i tornà a Konk Leon en 1639, on morirà a causa de la malaltia de Parkinson, que l'afectà la capacitat de parlar. A Konk Leon, va trobar Juluan Maner, a qui havia conegut deu anys abans, i que serà el seu successor com a predicador a la Bretanya.
Va morir el 5 de maig de 1652 al seu poble natal i fou sebollit a l'església de Lochrist; en 1856, les seves restes van traslladar-se a la parròquia de Konk Leon.

## Contribució a la lingüística bretona
Com a ajut per a la seva predicació, va intentar crear una grafia per a la llengua bretona basada en el dialecte de Leon, i fa algunes mutacions inusuals en la llengua: tok "barret" i kiger "carnisser", esdevenen tok ar c'higer "el barret del carnisser" o tokoù ar gigerien "els barrets dels carnissers", també ma zog "el meu barret" i e dok "el seu barret". La seva obra influí en Julien Maunoir.

## Veneració
L'Església Catòlica Romana el declarà venerable el 1897. El bisbe de Leon va obrir-ne el procés de beatificació en 1701, però no ha seguit endavant.

## Fons personal
El fons personal de Mikael an Nobletz es conserva majoritàriament a l'arxiu diocesà de Quimper; s'hi troben, entre d'altres, un gran nombre de "tableaux de mission" (esquemes dibuixats i acolorits elaborats per explicar diferents conceptes religiosos), utilitzats per a la predicació. Altra documentació es troba a l'Arxiu departamental del Finistère (100J1613, archives Du Chatellier).